# Ernst Hinterseer
Ernst Hinterseer (ur. 27 lutego 1932 w Kitzbühel) – austriacki narciarz alpejski, dwukrotny medalista igrzysk olimpijskich i mistrzostw świata

## Kariera
Największe sukcesy w karierze Ernst Hinterseer osiągnął w 1960 roku, kiedy podczas igrzysk olimpijskich w Squaw Valley wywalczył dwa medale. Najpierw zdobył brązowy medal w gigancie, w którym wyprzedzili go jedynie Roger Staub ze Szwajcarii i kolejny reprezentant Austrii, Josef Stiegler. Trzy dni później Austriak zwyciężył w slalomie, wyprzedzając bezpośrednio swego rodaka, Mathiasa Leitnera oraz Charlesa Bozona z Francji. Po pierwszym przejeździe Hinterseer zajmował piąte miejsce, tracąc do prowadzącego Willy’ego Bognera z RFN 1,9 sekundy. W drugim przejeździe był jednak najlepszy, uzyskując czas o sekundę lepszy od drugiego w drugim przejeździe Leitnera. Były to jedyne medale wywalczone przez niego na międzynarodowej imprezie tej rangi. Na rozgrywanych cztery lata wcześniej igrzyskach olimpijskich w Cortinie d’Ampezzo wystąpił tylko w slalomie gigancie, zajmując szóste miejsce. W międzyczasie wystąpił na mistrzostwach świata w Badgastein, jednak rywalizacji w slalomie nie ukończył. Brał także udział w mistrzostwach świata w Åre w 1954 roku, jednak w slalomie zajął dopiero 38. miejsce. Ponadto Hinterseer trzykrotnie wygrywał zawody 3-Tre we włoskim Canazei, zwyciężając w kombinacji i dwukrotnie w slalomie gigancie w 1956 roku.
Dwukrotnie zdobywał mistrzostwo kraju: w gigancie w 1954 roku i kombinacji dwa lata później. W 1960 roku został wybrany sportowcem roku w Austrii. W 1997 roku otrzymał ponadto Odznakę Honorową za Zasługi dla Republiki Austrii. Po zakończeniu kariery został trenerem. W latach 1972–1974 był jednym z trenerów w Österreichischer Skiverband, a w latach 1974–1976 pracował w Deutscher Skiverband.
Jego synowie Hansi, Ernst i Guido również uprawiali narciarstwo alpejskie, a wnuk, Lukas Hinterseer jest reprezentantem Austrii w piłce nożnej.

## Osiągnięcia

### Igrzyska olimpijskie
| Miejsce | Dzień       | Rok  | Miejscowość       | Konkurencja | Czas biegu | Strata | Zwycięzca   |
| ------- | ----------- | ---- | ----------------- | ----------- | ---------- | ------ | ----------- |
| 6.      | 29 stycznia | 1956 | Cortina d’Ampezzo | Gigant      | 3:00,1 min | +8,4 s | Toni Sailer |
| 3.      | 21 lutego   | 1960 | Squaw Valley      | Gigant      | 1:48,3 min | +0,8 s | Roger Staub |
| 1.      | 24 lutego   | 1960 | Squaw Valley      | Slalom      | 2:08,9 min | -      | -           |

### Mistrzostwa świata
| Miejsce | Dzień       | Rok  | Miejscowość       | Konkurencja | Czas biegu  | Strata | Zwycięzca     |
| ------- | ----------- | ---- | ----------------- | ----------- | ----------- | ------ | ------------- |
| 38.     | 1 marca     | 1954 | Åre               | Slalom      | 2:20,06 min | ?      | Stein Eriksen |
| 6.      | 29 stycznia | 1956 | Cortina d’Ampezzo | Gigant      | 3:00,1 min  | +8,4 s | Toni Sailer   |
| DNF     | 2 lutego    | 1958 | Badgastein        | Slalom      | 1:55,1 min  | -      | Josef Rieder  |
| 3.      | 21 lutego   | 1960 | Squaw Valley      | Gigant      | 1:48,3 min  | +0,8 s | Roger Staub   |
| 1.      | 24 lutego   | 1960 | Squaw Valley      | Slalom      | 2:08,9 min  | -      | -             |